# 汉萨号铁甲舰
陛下之舰汉萨号，一译汉莎号，是北德意志邦聯海軍暨德意志帝国海军于1868年至1875年间建造、设计用作海外派遣的一艘铁甲护卫舰。它得名于汉萨同盟，以纪念汉堡、不来梅和吕贝克这三座汉萨城市加入北德意志邦聯。该舰于1872年10月在但泽下水，至1875年5月投入德意志帝国海军服役。这是德国自行建造的第一艘铁甲舰，但船体结构仍为木制。如同许多当时的军舰一样，它设有一副舰艏撞角，其主炮则为八门架设在中央炮台内的210毫米19倍径箍炮。
汉萨号于运用生涯的前九年都是在海外服役。1884年，当局发现其铁皮船体已严重腐蚀，已不适合继续服役。因此，它被撤出现役，继而担任各种次要职能。从1884年至1888年，它在基尔被用作警戒船，同时还负责培训轮机舱和锅炉舱人员。1888年，舰只正式从海军序列中除籍，成为驻基尔的一艘宿营船。汉萨号于1905年被转移至门克贝格，在那里继续培训锅炉舱人员，直到1906年被售予拆船商，并最终拆解报废。

## 设计
铁甲护卫舰的研发始于1861年，即第一批铁甲舰在英国和法国舰队服役后不久。普鲁士人原本设想使用铁甲舰来替代搭建沿海的防御工事，就像法国铁甲舰充当浮动炮台于1855年金本海战中所发挥的作用那样。然而相关概念的工作进展缓慢，普鲁士人最初只得从英国和法国造船厂购买了一系列的铁甲舰。设计方案在此期间不断发展，最终确定为一艘炮廓舰样式，与英国船舶工程师爱德华·詹姆斯·里德所设计的帕拉斯号类似。

### 整体特征及推进装置

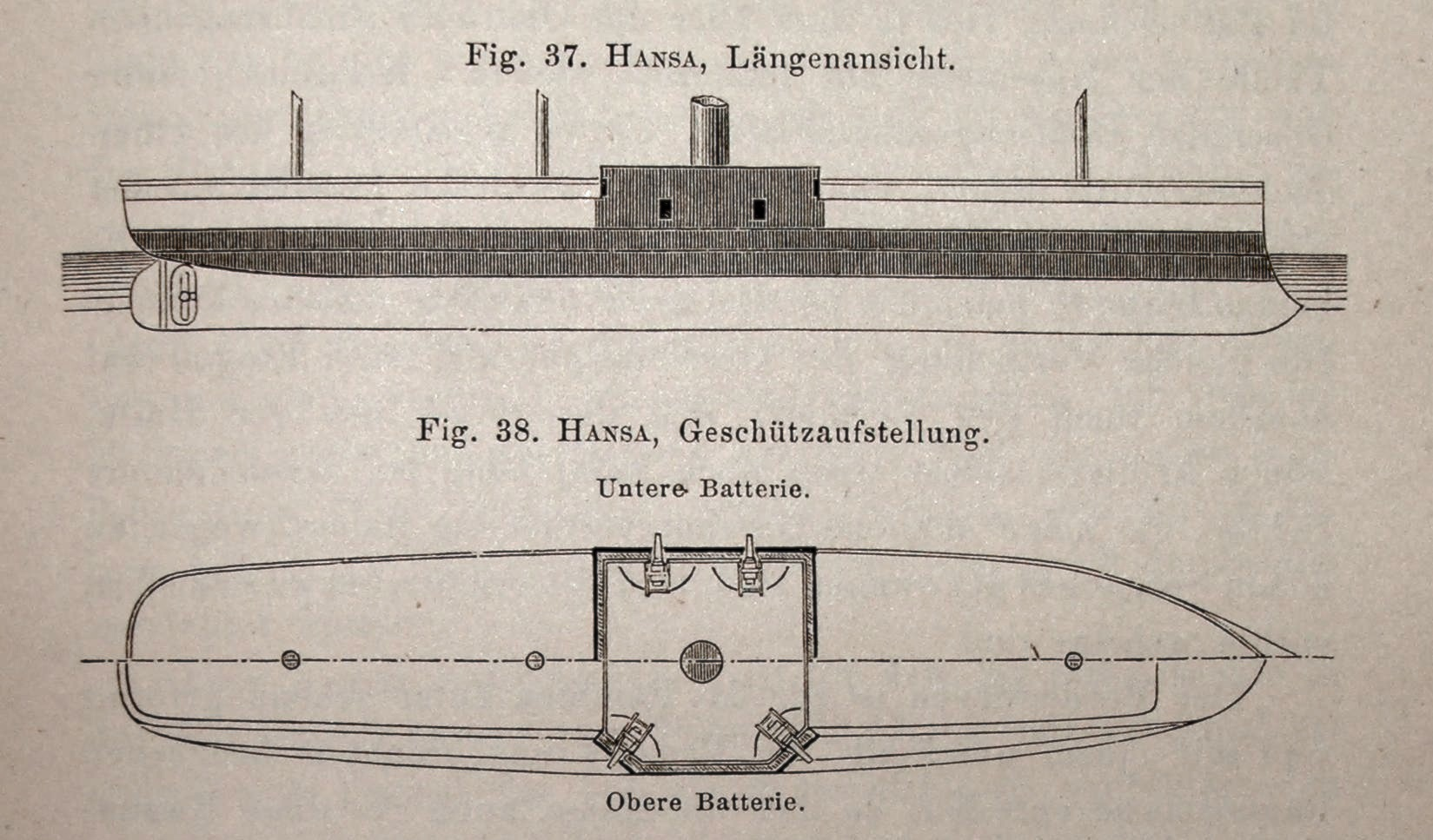
汉萨号示意图

汉萨号的水线长度和全长分别为71.73米和73.50米，舷宽为14.10米，有5.74米的前吃水和6.80米的后吃水。其设计排水量为3950吨、满载排水量则达4404吨。它的船体是由横向铁框架和混合铁木结构所组成，共划分为六个水密舱室。船体的水下部分有镀铜以减少结垢。
德意志帝国海军发现该舰的适航性非常僵硬。舰只转向是由单舵控制，其机动性强，并在使用风帆推进时易于操控；而当使用蒸汽推进时，该舰的机动性依然很高，但操控困难。汉萨号的标准船员编制为28名军官及371名水兵。它还搭载有一些小型舰载艇，包括2艘机动艇、1艘大舢板、2艘短桅帆船、1艘高低桅帆船、1艘小划艇，以及数量不详的哨艇和驳船。从1885年至1888年间，舰上也曾临时安装有防鱼雷网。
汉萨号由斯德丁伏尔铿公司生产的单台卧式三缸单胀蒸汽机提供动力，用以驱动一副直径为6米的三叶螺旋桨。压力为2標準大氣壓（200千帕斯卡）的蒸汽是通过锅炉舱内的四台燃煤火管锅炉供给。锅炉被引入一具大型烟囱，当舰只以风帆航行时，这个烟囱可以收缩。推进装置的额定功率为450匹标称马力，最高速度为12節（22每小時）。在实际试验中，汉萨号推进装置的曾达到3,275匹指示馬力（2,442千瓦特）和12.7節（23.5每小時）。舰只可贮存310吨燃煤，能够以10節（19每小時）的速度续航1,330海里（2,460）。它还配备有全帆船具作为蒸汽动力的补充，帆具总表面积为1760平方米。

### 武器及装甲
汉萨号的主炮为八门210毫米19倍径箍炮，各配备有110发弹药。它们被布置在两层楼高的舰舯部；其中四门安装在下层的舷侧炮廓内，每侧各有两门；另外四门则架设在上层炮廓的角架上，使舰只具备一定程度的端对端射击能力。下层炮可降低至-5°俯角和提升至13°仰角；在最大仰角时，其射程可达3200米。上层炮的射程更广；它们能够降低至-8°俯角和提升至14°仰角；在最大仰角时的射程为5700米。
汉萨号的装甲由英国制造的锻铁背衬柚木组成。其装甲带在舰舯部有152毫米厚，用以保护舰只的重要部位。在舰艏和舰艉，装甲带的厚度则减少至114毫米。整条装甲带都以306毫米厚的柚木作衬垫。炮廓装备有114毫米厚的斜面铁板。下层廓装炮台在侧部装甲的两端则有同为114毫米厚的横向装甲舱壁。

## 建造
汉萨号是自1868年开始在但泽的王家船厂（德意志统一后改称帝国船厂）架设龙骨。它是第一艘由德国本土造船厂承建的铁甲舰；而此前的所有同类舰都是在法国和英国的造船厂建造。该舰于1872年10月26日下水，在下水仪式上，由驻阿尔托纳的陆军第九军时任副司令、步兵中将赫尔曼·冯·特雷斯科发表演说，并由其女儿主持为舰只命名。其后，该舰于1873年8月移至位于斯德丁的伏尔铿船厂进行舾装工序。1874年12月完工后，它又于1875年1月3日被拖至基尔，在那里的一个浮动旱坞内完成最后的舾装。在下水两年半后，汉萨号终于在1875年5月19日投入德国舰队服役。相比之下，所有早期国外建造的铁甲舰都是在下水后不到一年便竣工；汉萨号的延迟主要是船厂在建造铁甲舰方面缺乏经验的结果。

## 运用

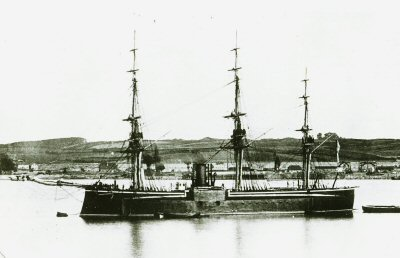
锚泊中的汉萨号

在整个1870年代，德国的铁甲训练分舰队（即公海舰队的雏形）通常仅在夏季活动。在冬天，大多数舰只都会置于预备役，仅保留一至两艘舰作为警戒舰。汉萨号于1875年6月3日加入分舰队参加夏季训练，同在阵中的铁甲舰还有王储号、威廉国王号和皇帝号。这些舰只一直留在德国水域训练，其中包括曾于7月初陪同腓特烈·威廉皇储视察吕根岛，以及9月在瓦尔讷明德锚区接受德意志皇帝威廉一世的海上阅兵。夏季巡航结束后，汉萨号11月4日实行季节性退役。它一直处于闲置状态，直至1878年7月22日才重新入役，并于同年末被部署至西印度群岛。

### 海外部署
为了满足在帝国海军西印度基地的海外服役要求，汉萨号自1878年10月1日起进行了相应的装备。它按计划应常驻该基地，因此成为了第一艘承担境外基地任务的德国铁甲舰。在此次任务中，汉萨号是由海军少校卡尔·爱德华·霍伊斯纳担任舰长。舰只于1879年1月3日抵达丹麦殖民地圣托马斯岛的港口夏洛特阿马利亚——这是当时加勒比海的一个重要交通枢纽。由于担心委内瑞拉爆发的革命会对当地的德国公民造成威胁，汉萨号于当月转至瓜希拉驻泊。动乱平息后，该舰又先后造访了库拉索、安的列斯诸港、聖胡安德尼加拉瓜、萨瓦尼利亚和科隆。之后，它动身前往巴西的巴伊亚，并于1879年6月22日抵达。
在此期间，由于秘鲁/玻利维亚与智利间爆发硝石战争，德国海军部起初下令汉萨号驶往智利的瓦尔帕莱索，以保护德国的利益，汉萨号于8月中旬抵达当地。由于在那里并未发现对德国公民的直接威胁，反而是秘鲁人在卡亚俄扣押了德国货轮卢克索号（Luxor），霍伊斯纳遂决定转向秘鲁，并于1879年9月8日抵达卡亚俄。

#### 卢克索号危机
卢克索号是德国寰宇轮船航运公司的一艘蒸汽船，它于1879年4月15日在布宜诺斯艾利斯为智利政府运载了一批武器和弹药——尽管此时阿根廷已知悉硝石战争爆发。卢克索号在瓦尔帕莱索卸下军备，然后无顾德国驻圣地亚哥公使的警告，继续前往卡亚俄。当卢克索号抵达卡亚俄时，智利报纸已经报道该船为智利运送了一批重要的战争货物。它遭到扣押，但不久即被秘鲁当局释放。直至同航线的另一艘货轮拉美西斯号（Ramses）在瓦尔帕莱索中断航程时，秘鲁才意识到寰宇公司在向智利提供武器。卢克索号随即被再次扣押。随着秘鲁最高法院最终于1879年10月16日确认查封轮船之后，霍伊斯纳开始考虑以武力解救卢克索号。但是，在戒备森严的卡亚俄港，导航和战略条件无法得到满足。由于汉堡参议院（即寰宇公司的所在地）就此事向帝国政府施压，致使德国宰相奥托·冯·俾斯麦尽管面临政治上的巨大顾虑，最终还是有所屈服，并派遣护卫舰弗蕾亚号和炮艇鬣狗号前往秘鲁支援汉萨号的解救行动。
然而，在罗马教宗聖座大使的调解下，尼古拉斯·德皮罗拉将军的秘鲁新政府与德国驻当地领事格拉马茨基似乎在幕后达成了协议。1880年1月14日，卢克索号获释。作为回报，寰宇公司承诺负责秘鲁政府的伤员运输工作。霍伊斯纳对这项协议感到愤怒，但格拉马茨基是故意让该舰长不知道谈判，以便通过外交途径解决这一危机。
事件结束后，汉萨号一直留在战区至1880年6月底。1880年4月10日，霍伊斯纳曾与其他外国军舰的指挥官一起，在卡亚俄外围试图拖延智利舰队对港口的炮击，但智利人拒绝接受这一干预。随后对卡亚俄为期两周的炮击并未造成重大伤亡或损失。在返回德国的途中，汉萨号与已抵达南美洲西岸的训练船俾斯麦号一同在阿里卡驻泊，并让卫生兵和医生上岸，为阿里卡战役中的幸存者提供治疗。

### 后续运用
汉萨号于1880年末返抵德国，并于11月8日在基尔退役，以进行彻底的检修。其船体在检修期间被发现腐蚀严重；这是因为建造工期过长，铁已经开始生锈。由于船体形态不佳，汉萨号于1884年被撤出现役，改而在基尔附近担任警备舰、以及轮机舱和锅炉舱人员训练舰的双重职责。尽管如此，它还是在1885年与腓特烈·卡尔号和新入役的巴伐利亚号一同参加了训练分舰队的演习。第二年，汉萨号继续服役，并被分配至训练分舰队的第二支队，与四艘巡洋护卫舰为伍。1887年6月，该舰再度重启，以参加连接波罗的海和北海的威廉皇帝运河的开凿仪式。汉萨号于1888年8月6日正式从海军序列中除籍，那时它的船体状况已进一步恶化，再也无法出海了。然后，它在基尔充当浮动营房直至1905年，继而作为废船被转移至门克贝格，在那里继续培训锅炉兵。该舰的此项运用不久，便于1906年3月作价96000金马克售予拆船商。同年晚些时候，汉萨号最终在斯维内明德拆解报废。
在基尔拉芬斯贝格区内，自1893年起开辟的汉萨街（Hansastraße）亦是以该铁甲舰命名。

## 脚注
注释
1. ↑  SMS表示, 即“陛下之舰”；Hansa则是汉萨同盟的拉丁文称谓。

引用
1. ↑  桑德豪斯，第217頁.
2. 1 2  Dodson，第19頁.
3. ↑  Sondhaus，第59–61頁.
4. 1 2 3  Gröner，第4頁.
5. 1 2 3 4 5 6 7 8 9 10 11  Gröner，第5頁.
6. 1 2  Gardiner，第244頁.
7. ↑  Sondhaus，第120頁.
8. ↑  Gardiner，第242–244頁.
9. ↑  Gröner，第1–5頁.
10. ↑  Dodson，第20頁.
11. 1 2  Dodson，第25–26頁.
12. 1 2  Wiechmann，第163頁.
13. ↑  Seiler.
14. 1 2 3  Fecht，第268–274頁.
15. 1 2  Dodson，第32頁.
16. ↑  Dodson，第30頁.
17. ↑  . kiel.de.   [2021-01-21].